# Осада Родоса (1522)
Третья осада Родоса (греч. Πολιορκία της Ρόδου (1522), итал. Assedio di Rodi (1522), тур. Rodos Kuşatması (1522), Rodos'un Fethi (1522); 26 июня — 20 декабря 1522 года) — осада крепости на острове Родос, предпринятая войсками османского султана Сулеймана I в 1522 году и закончившаяся полным изгнанием с острова рыцарей-госпитальеров.

## Предыстория
К началу осады Родоса госпитальеры владели островом более двухсот лет — они обосновались здесь в 1309 году, после окончательного вытеснения христиан из Палестины. Главными военными противниками рыцарей стали варварийские пираты, которые базировались на побережье Северной Африки, и турки-османы, проводившие агрессивную завоевательную политику в Средиземноморье. B XV веке последние предприняли два больших похода на Родос: в 1444 и 1480 гг., оба раза неудачно.
В начале XVI века на Ближнем Востоке назрел конфликт между Османской империей и Персией: после завоевания Ирака шахом Исмаилом I у этих государств появилась общая граница. Религиозная нетерпимость шиита Исмаила и суннита Селима (султана Турции с 1512 года) была широко известна. Понимая неизбежность столкновения, Исмаил I обратился к Ордену святого Иоанна с просьбой о союзе. Схожее предложение послал госпитальерам и султан Египта.
Однако Селим Грозный опередил противников. B 1514 году армия османов разгромила персидское войско при Чалдыране и вступила в Тебриз. Потом турки завоевали Сирию и Курдистан, а в начале 1517 года завершили покорение Египта. После триумфального завершения войн на Востоке началась подготовка к войне против Родоса. Вскоре она прервалась из-за смерти Селима.
Сын Селима, Сулейман Великолепный, на время изменил планам отца: в 1521 году он совершил поход в южную Венгрию для захвата Белграда. Вторжение на Родос султан перенёс на следующий год. Время было выбрано очень удачно для турок: они обезопасили себя от угрозы из Азии, а крупнейшие государства Европы (Франция, Испания, Священная Римская империя), втянутые в очередной виток Итальянских войн, не могли оказать серьёзной помощи госпитальерам.

## Соотношение сил
Перед началом осады на Родосе насчитывалось около 300 орденских рыцарей и столько же оруженосцев. Кроме них, в защите крепости участвовали 5000 греков-родосцев и около 500 солдат, завербованных на Крите. Таким образом, силы защитников Родоса составляли 6—7 тысяч человек.
Родосскую крепость, выдержавшую две осады, в 1520 году отремонтировали и укрепили. Ключевыми пунктами обороны были пять бастионов, которые по традиции защищали пять языков Ордена: Овернский, Прованский, Английский, Арагонский и Кастильский.

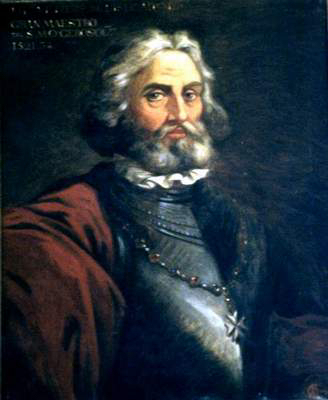
Филипп де л’Иль-Адам — глава обороны Родоса.

Поначалу Родос был блокирован с моря османским флотом из 280 кораблей, число которых в ходе осады возросло до 400 единиц. Султанская армия, многократно превосходившая силы христиан, была доставлена на Родос в два приёма: 26 июня в видимости города прошли первые корабли и причалили к берегу в 10 км от него, где начал высадку авангард Мустафы-паши (10 000 человек), а через месяц подошли основные силы во главе с самим Сулейманом. Всего в осаде участвовало около 100 000 турок, из них более 10 000 янычар. Отдельно стоит отметить турецкую артиллерию, одну из лучших для того времени.

## Ход осады

### Июнь—сентябрь
До прибытия главных сил турок осада продвигалась медленно. Турецкие инженеры занимались подготовкой земляных укреплений, необходимых для бомбардировки и штурма крепости. Однако когда турки начали устанавливать свои орудия на брустверах, батареи Родоса сравняли с землёй все их позиции, нанеся немалый ущерб артиллерии. Постоянные вылазки госпитальеров также не давали покоя осаждающим. Всё это вынудило Сулеймана поспешить с прибытием на остров. 28 июля 1522 года турецкий султан и его армия высадились на Родосе.

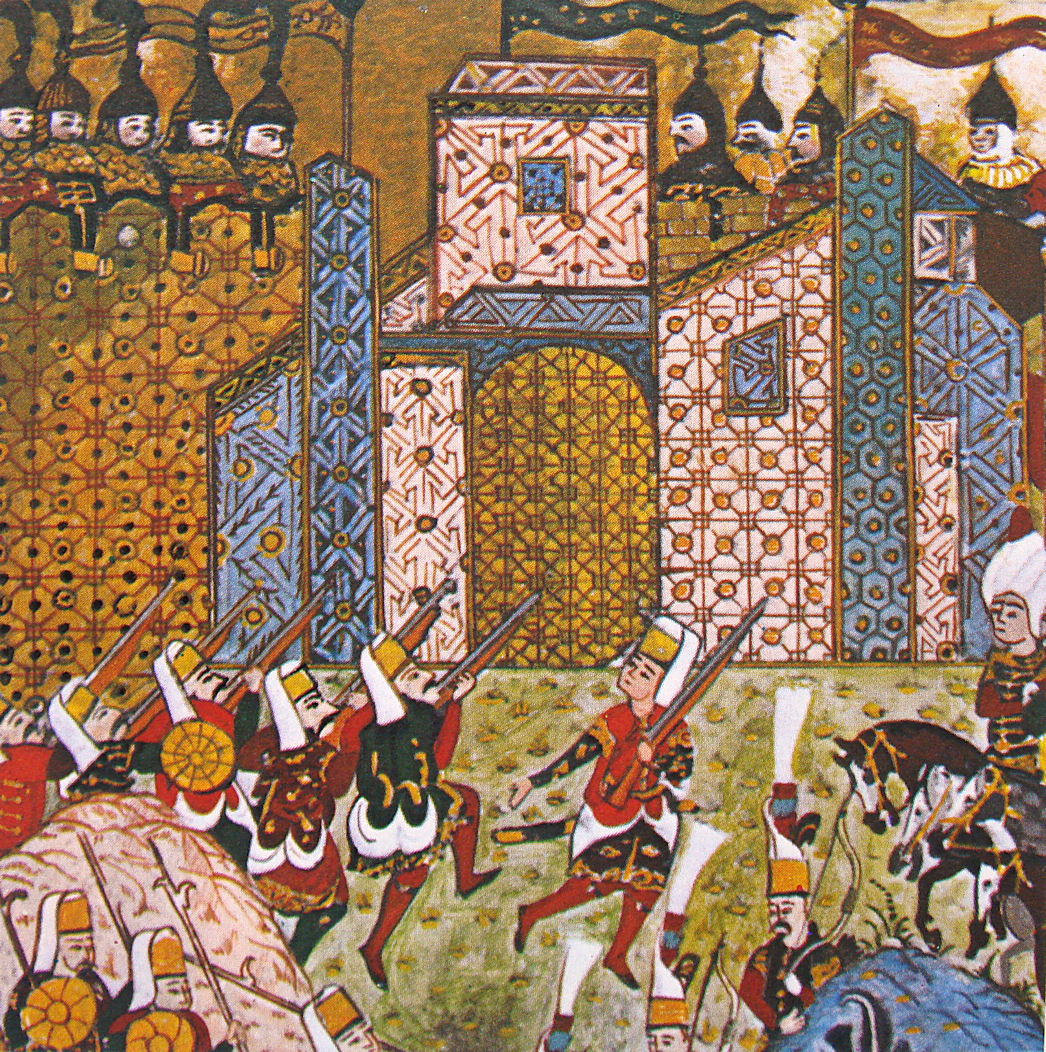
Янычары под стенами Родоса. Миниатюра XVI века.

С августа начался постоянный артиллерийский обстрел Родосской крепости. Османы смогли разрушить колокольню церкви Св. Иоанна, с которой открывался прекрасный обзор их лагеря. Подземная война дала более ощутимые результаты: в начале сентября сапёры турок при помощи подкопа обрушили Английский бастион. Это стало сигналом к перемене тактики: осаждающие предприняли две попытки штурма, но обе они (13 и 17 сентября) были отбиты с большими потерями для турок. Тем не менее 24 сентября состоялся генеральный штурм крепости, в котором участвовали янычары.
Утром 24 сентября был открыт шквальный огонь по стенам Родоса. Затем колонны турецкой пехоты пошли на приступ, а артиллеристы перенесли обстрел на внутреннюю часть крепости. Главный удар турок пришёлся на остатки Английского бастиона, наиболее уязвимую часть крепостных укреплений, где сражался сам великий магистр Ордена Филипп де л’Иль-Адам. Османы, пользуясь своим численным превосходством, начали одерживать верх. Когда, казалось, сопротивление госпитальеров уже было сломлено, защитники Родоса резко отступили внутрь крепости, и по бреши, заполненной турками, картечью ударили пушки. Так произошло несколько раз. Атака турок захлебнулась, и третий штурм крепости закончился безрезультатно.

### Октябрь—декабрь
После провала трёх попыток штурма Сулейман и Мустафа-паша отказались от активных действий. Снова пошли в ход сапёрные работы, и снова удачно — 22 ноября с помощью мины, заложенной в подкоп, туркам удалось взорвать Кастильский бастион. Через неделю султан отдал приказ о новом штурме. Несмотря на значительные разрушения крепостных стен и усталость обороняющихся, он был отбит. Но вскоре турки смогли овладеть внешними стенами Родоса. Это поставило его защитников в тяжёлую ситуацию с военной точки зрения, которая усугублялась проблемами в их собственном лагере.
Ещё 27 октября вскрылась измена великого канцлера Ордена Андре д’Амарала, намеревавшегося тайно впустить турок в крепость. Д’Амарал был казнён 5 ноября.
Ко всему прочему началось недовольство среди греческого населения Родоса. Турки бомбардировали город не только ядрами своих пушек, но и письмами, в которых обещали сохранить жизнь всем защитникам Родоса в случае добровольной сдачи; после взятия приступом обещали всех перерезать. Угроза подействовала на греков: сначала митрополит, а затем именитые граждане Родоса обратились к великому магистру с просьбой о капитуляции. Риск восстания в стенах крепости и истощение людских и материальных ресурсов заставили руководство госпитальеров искать мира с турками.

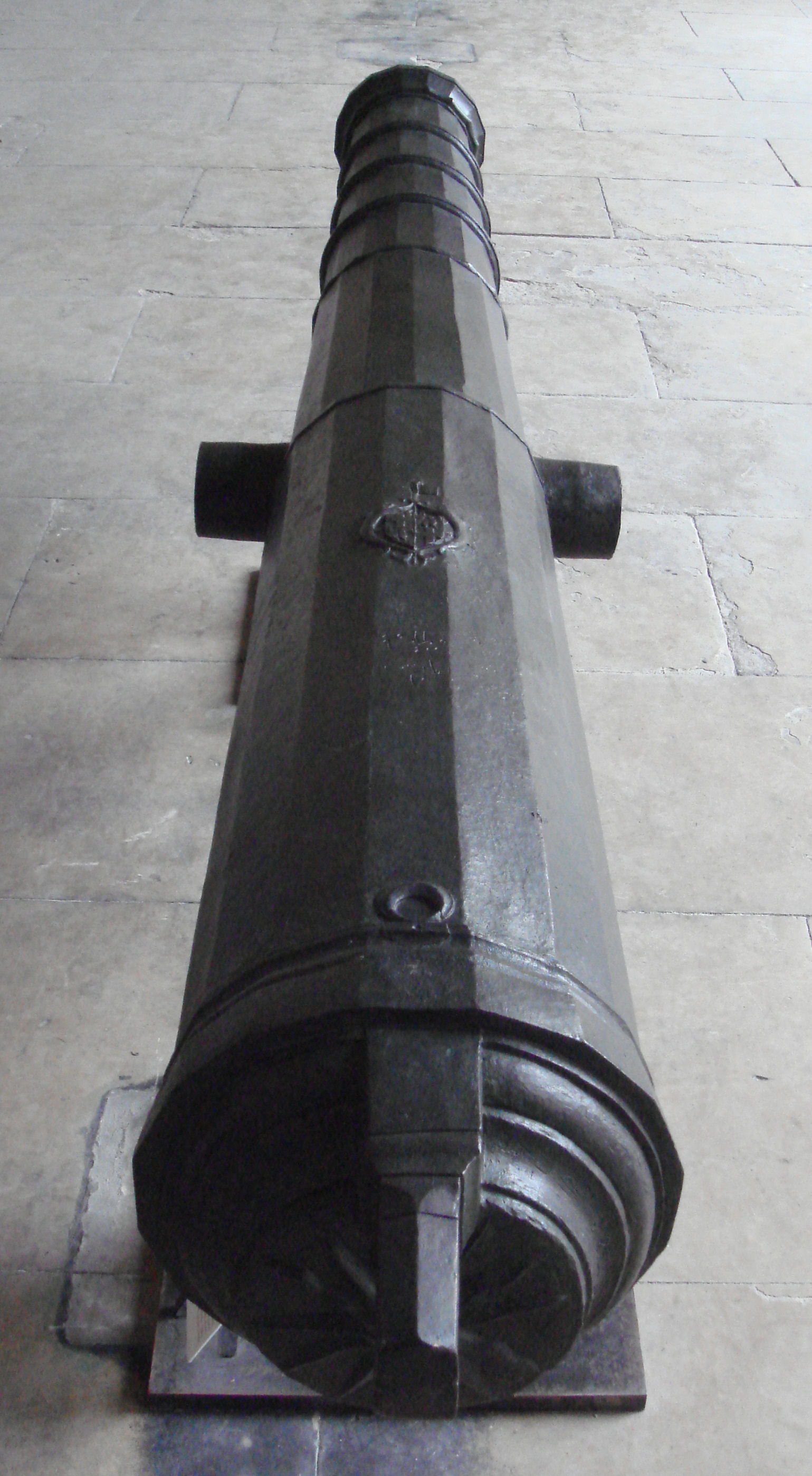
Кулеврина, бывшая на вооружении защитников Родоса в 1522 году (сейчас находится в Музее армии в Париже).

Переговоры 11—13 декабря ни к чему не привели. 17 декабря османская армия пошла на очередной штурм Родоса. Эта последняя схватка не принесла решающего успеха ни одной из сторон, однако она показала, что возможности для обороны крепости исчерпаны почти полностью.

### Конец
После окончания штурма и отхода турок на исходные позиции де л’Иль-Адам приказал поднять над внутренними стенами белый флаг. Турки, которые за шесть месяцев осады понесли тяжелейшие потери, с радостью согласились на новый раунд переговоров. 20 декабря Ахмед-паша официально принял капитуляцию Родосской крепости.
По её условиям уцелевшие рыцари и греки могли свободно покинуть остров, забрав с собой знамёна, артиллерию и реликвии родосских церквей. Родос и все его укрепления переходили в руки Османской империи.
1 января 1523 года оставшиеся в живых защитники крепости на трёх галерах («Санта-Мария», «Санта-Катарина», «Сан-Джованни») и 30 судах помельче навсегда оставили Родос.

## Последствия
После шести месяцев борьбы Орден святого Иоанна утратил свою многолетнюю базу. Из Родосской гавани флот госпитальеров отправился на Кандию, а оттуда — в Мессину. Несколько лет рыцари скитались по Италии: Ницца (владение герцога Савойского), Неаполь, Витербо, принадлежавший папе Клименту VII, который ранее был членом Ордена.
Карл V, император Священной Римской империи, сказал, узнав о сдаче Родоса: «Ни одна битва не была проиграна так достойно». Однако встреча великого магистра с Карлом V в 1525 году ни к чему не привела — император отказался передать госпитальерам Менорку, о чём просил де л’Иль-Адам. В конце концов Карл по просьбе папы предоставил Ордену острова Мальту, Гоцо и порт Триполи, незадолго до того завоёванный испанцами. На Мальте госпитальеры и водворились 7 лет спустя после сдачи Родоса.
С капитуляцией Родоса пал один из последних форпостов христианского мира в Восточном Средиземноморье, которое в первой четверти XVI века превратилось во внутреннее море Османской империи. Изгнание госпитальеров с острова значительно облегчило морское сообщение между Стамбулом и новоприобретёнными территориями в Северной Африке и Леванте.

## В культуре
- Опера «Осада Родоса», написанная Уильямом Давенантом в 1656 году.
- Сериал «Великолепный век» (2011), где осаде Родоса посвящено две серии первого сезона.